# 3330 Gantrisch
3330 Gantrisch è un asteroide della fascia principale. Scoperto nel 1985, presenta un'orbita caratterizzata da un semiasse maggiore pari a 3,1452853 UA e da un'eccentricità di 0,2092796, inclinata di 10,26820° rispetto all'eclittica.